# Pilnik (Lidzbark Warmiński)
Pilnik (deutsch Neuhof) ist ein Ort in der polnischen Woiwodschaft Ermland-Masuren. Er gehört zur Landgemeinde Lidzbark Warmiński (Heilsberg) im Powiat Lidzbarski (Kreis Heilsberg).

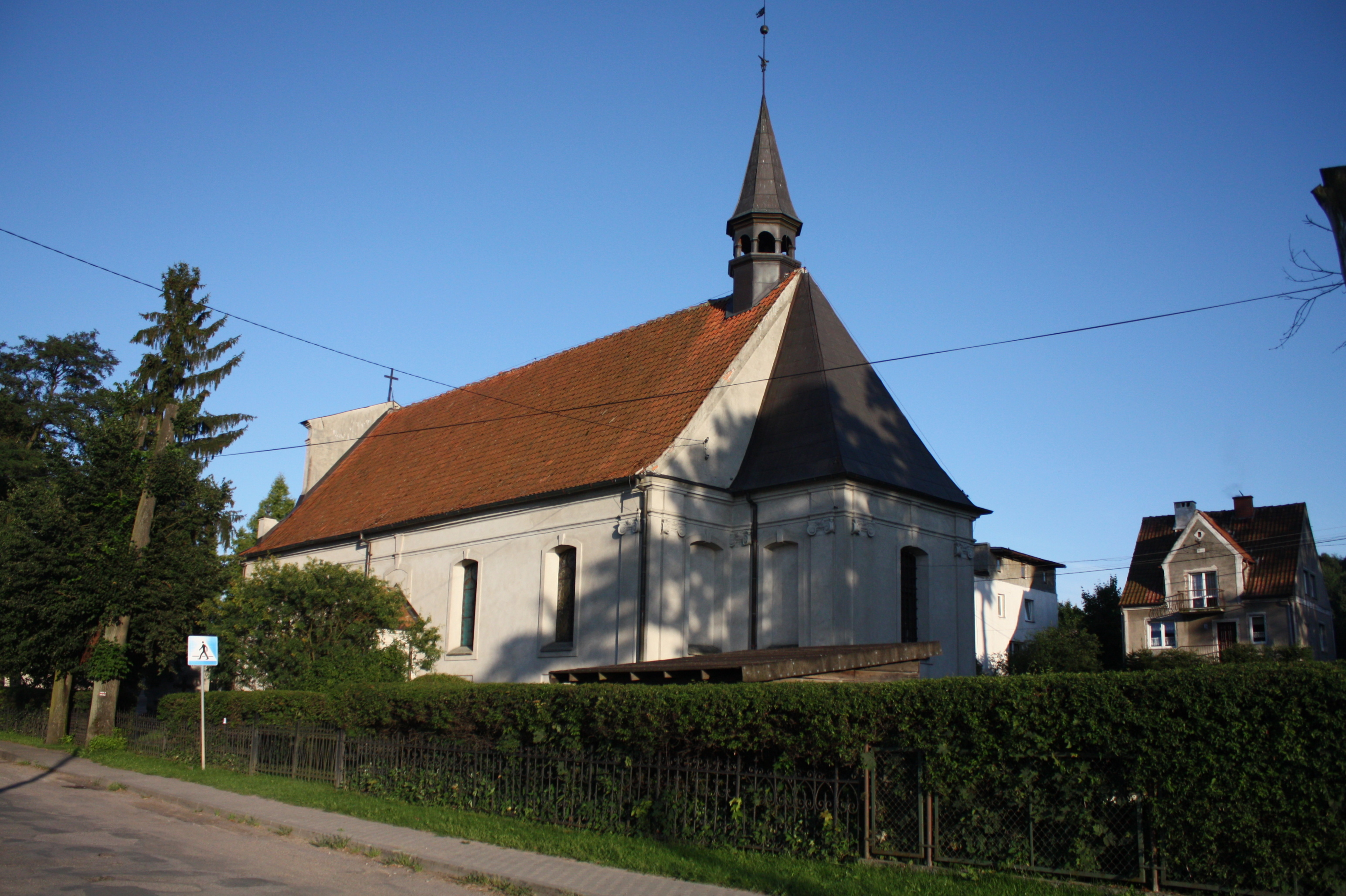
Die Kreuzerhöhungskirche in Pilnik

## Geographische Lage
Pilnik liegt am Südufer der Alle (polnisch Łyna) am südwestlichen Rand der Kreisstadt Lidzbark Warmiński (Heilsberg), nur zwei Kilometer vom Stadtzentrum entfernt.

## Geschichte
Als 1874 der neu errichtete Amtsbezirk Heilsberg im ostpreußischen Kreis Heilsberg gebildet wurde, wurde Neuhof, bestehend aus der Landgemeinde Neuhof und den Gutsbezirken Neuhof, Domäne und Neuhof, Königlicher Forst (= Schutzbezirk Heilsberg), eingegliedert. 1785 war Neuhof lediglich als Königliches Vorwerk und als Domänenamt von Heilsberg erwähnt.
620 Einwohner zählte Neuhof insgesamt im Jahre 1910., wobei 21 Einwohner auf das zum Gutsbezirk Domäne Neuhof gehörende Vorwerk Albertshof (polnisch Dobrujewo) anzurechnen sind.
Am 30. September 1928 verlor Neuhof seine Eigenständigkeit, als es in die Stadtgemeinde Heilsberg eingemeindet wurde.
Im Zusammenhang der Abtretung des gesamten südlichen Ostpreußen 1945 in Kriegsfolge an Polen erhielt Neuhof die polnische Namensform „Pilnik“. Der Ort wurde wieder verselbständigt und ist heute eine „Osada“ (= „Siedlung“) im Verbund der Gmina Lidzbark Warmiński im Powiat Lidzbarski, von 1975 bis 1998 der Woiwodschaft Olsztyn, seither der Woiwodschaft Ermland-Masuren zugeordnet. Im Jahre 2021 zählte Pilnik 231 Einwohner.

## Religion

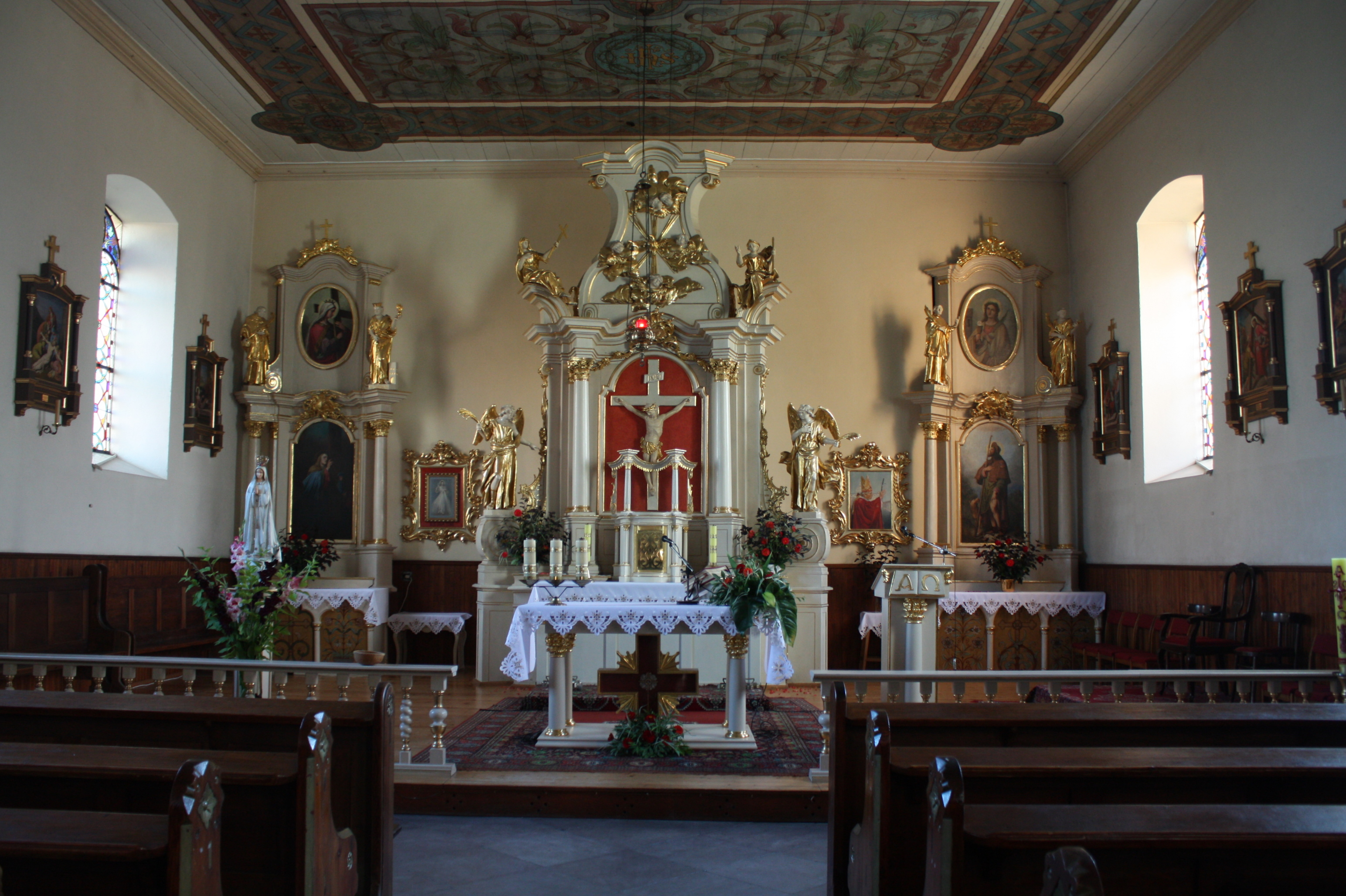
Blick in den Altarraum der Kirche

Seit 1709 steht beim ehemaligen bischöflichen Gut Neuhof eine Kirche. Sie ließ der ermländische Bischof Andreas Zaluski zur Abwehr der Pest errichten. Den Namen „Kreuzerhöhungskirche“ initiierte ein altes Kreuz, das als Gnaden spendend galt und zum Mittelpunkt der Wallfahrtsstätte in Neuhof gemacht wurde. 1729 erhielt die Kirche einen kleinen Turm. Die heutige Kirche wurde nach Plänen des Landbaumeisters Ernst Masuhr 1789 mit einer durch Pilaster gegliederten Fassade gebaut.
Die Kirche in Pilnik ist eine römisch-katholische Pfarrkirche. Sie wird meist zu den Stadtkirchen von Lidzbark Warmiński gerechnet und gehört zum Dekanat Lidzbark Warmiński im Erzbistum Ermland. Zugehörig ist der Filialort Nowosady (Wosseden).
Bis 1945 war Neuhof in die evangelische Kirche Heilsberg in der Kirchenprovinz Ostpreußen der Kirche der Altpreußischen Union eingegliedert. Heute gehört Pilnik zur Diözese Masuren der Evangelisch-Augsburgischen Kirche in Polen.

## Verkehr
Pilnik liegt an einer Nebenstraße, die als ul. wiejska in Lidzbark Warmiński von der Landesstraße 51 abzweigt und über Nowosady (Wosseden) bis nach Kraszewo (Reichenberg) führt. Bis 1945 war die Stadt Heilsberg die nächste Bahnstation an der nicht mehr existierenden Bahnstrecke Schlobitten–Wormditt–Bischdorf–Angerburg.